# 奧林匹亞·杜卡基斯
奧林匹亞·杜卡基斯（英語：Olympia Dukakis，1931年6月20日—2021年5月1日）是美國演員。

## 生平
奧林匹亞·杜卡基斯出生於馬薩諸塞州的洛厄爾。
2021年5月1日，在紐約市自家去世，享壽89歲。

## 家庭
母亲亞歷山德拉和父亲康斯坦丁·S·杜卡基斯为希臘移民。
堂弟為前麻薩諸塞州州長麥可·杜卡基斯。